# Katastrofa kolejowa pod Działdowem
Katastrofa kolejowa pod Działdowem – katastrofa kolejowa, która wydarzyła się 3 lipca 1967 roku o godzinie 13:13 między Działdowem a Nidzicą, w okolicach Sarnowa, na trasie Warszawa–Ełk. Wykoleiły się ostatnie cztery wagony pociągu prowadzonego prawdopodobnie przez lokomotywę parową Pm-2.
Śmierć poniosło 7 osób (4 kobiety, jeden mężczyzna i dwoje dzieci: 4-letni chłopiec i 13-letnia dziewczynka), 47 zostało rannych, w tym 5 ciężko. Wśród poszkodowanych był ks. Marian Jaworski (późniejszy arcybiskup metropolita Lwowa obrządku łacińskiego i kardynał), który stracił w tym wypadku dłoń.
Winą za spowodowanie tej katastrofy obarczono robotników torowych, a ich brygadzistę (toromistrza, który będąc pod wpływem alkoholu nie nadzorował należycie prac) skazano na 7 lat więzienia.

## Lista ofiar[2]
1. Józefa Czerniak (Bartążek, pow. Olsztyn)
2. Jadwiga Ducman – lat 57 (Warszawa)
3. Andrzej Fabian – lat 19 (Wrocław)
4. Anna Maria Galwas – lat 30 (Warszawa)
5. Anna Kowal – lat 13 (Warszawa)
6. Elżbieta Mendrych – lat 23 (Białystok)
7. Krzysztof Woźniak – lat 4 (Pustelnik, pow. Wołomin)